# Liga del Sur (Estados Unidos)
La Liga del Sur (LS) (inicialmente La Liga Sureña) es una organización nacionalista blanca, neoconfederada, supremacista blanca, con sede en Killen, Alabama, que establece que su objetivo final es «una república del Sur libre e independiente» de los Estados Unidos.
El grupo define el Sur de Estados Unidos como los estados que componían la antigua Confederación (Alabama, Arkansas, Florida, Georgia, Luisiana, Misisipi, Carolina del Norte, Carolina del Sur, Texas, Tennessee y Virginia). Afirma ser también un movimiento religioso y social, que aboga por un regreso a una cultura sureña de orientación cristiana más tradicionalmente conservadora.
El movimiento y sus miembros están aliados con la extrema derecha. Fue parte del neonazi Frente Nacionalista, junto con el Movimiento Nacional Socialista (NSM), el ahora desaparecido Partido Tradicionalista de los Trabajadores (TWP) y Vanguard America (VA), una coalición formada por el Frente Patriota y la Legión Nacional Socialista. El grupo participó en la manifestación de Pikeville, Kentucky, la manifestación Unite the Right en Charlottesville, Virginia, y en la manifestación White Lives Matter (las vidas de los blancos importan) en Shelbyville, Tennessee, como organizadores clave en los tres eventos. El Southern Poverty Law Center lo ha designado como un grupo de odio.

## Historia
La organización fue formada en 1994 por Michael Hill y otros, incluido el abogado Jack Kershaw y el historiador libertario Thomas Woods. La Liga del Sur fue nombrada en referencia a la Liga de los Sureños Unidos, un grupo organizado en 1858 para dar forma a la opinión pública del Sur y la Liga Norte, un movimiento populista muy exitoso en el norte de Italia en el que el grupo se inspiró.
La primera reunión de la Liga estuvo representada por un grupo de 40 hombres, 28 de los cuales formaron una organización entonces conocida como La Liga Sureña. El nombre fue cambiado a La Liga del Sur en 1996 para evitar confusiones con la Southern League de las Ligas Menores de Béisbol. Entre los primeros miembros se encontraban profesores sureños, incluido el presidente Michael Hill. Hill fue profesor de historia británica y especialista en historia celta en Stillman College, una escuela históricamente negra en Tuscaloosa. Sin embargo, Hill había dejado su puesto de profesor.
En 2000, el grupo apoyó a Pat Buchanan y al Partido Reformista.
Con el paso del tiempo, las opiniones del grupo se hicieron más extremas y los miembros fundadores Grady McWhiney y Forrest McDonald denunciaron el liderazgo de Michael Hill y abandonaron la organización en 2004.

## Puntos de vista
Se ha descrito que la Liga utiliza la mitología celta «beligerantemente contra lo que se percibe como una celebración políticamente correcta de la diversidad multicultural del sur».

Bandera saltire usada por la Liga del Sur, apodada "The Southern Nationalist Flag" (la bandera nacionalista del sur)

El grupo cree que el sur de Estados Unidos debería ser un país independiente gobernado por hombres blancos.
En 2001, pidieron al Congreso de los Estados Unidos que pagara 5.000 millones de dólares en reparaciones por «propiedades» (que en ese momento incluían seres humanos) que fueron tomadas o destruidas por las fuerzas de la Unión durante la Guerra Civil. El asesor legal del grupo, Jack Kershaw, dijo que su propuesta incluía el pago de reparaciones a los afroamericanos debido al supuesto efecto negativo que el fin de la esclavitud tuvo en sus antepasados: «Los negros estaban mejor en tiempos anteriores a la guerra en el Sur que en cualquier otro lugar. [.. . ] También perdieron mucho cuando ese estilo de vida fue destruido».

### Cultura
La Liga define la cultura sureña como profundamente cristiana y antiabortista. La Liga describe la cultura del sur como de naturaleza inherentemente anglo-celta (originaria de las islas británicas), y creen que el corazón de la cultura anglo-celta del sur debe conservarse.
Según la Liga, el Sur ha tenido una sociedad marxista e igualitaria «impresa sobre él». La Declaración de creencias fundamentales de la Liga aboga por la estigmatización de «la perversidad y todo lo que busca socavar el matrimonio y la familia».

### Política
La Liga cree que lo que llama «el pueblo del Sur» tiene derecho a separarse de Estados Unidos y que «debe deshacerse del yugo de la opresión imperial [federal o del gobierno central]». La Liga promueve una Confederación del Sur de Estados soberanos e independientes. La Liga favorece la inmigración estrictamente limitada, se opone a los ejércitos permanentes y cualquier regulación de armas de fuego. Las publicaciones de la Liga describen esta nación independiente propuesta como parte de un proceso para convencer a «la gente del Sur» de que tienen una identidad única.
La Liga se centra en reclutar y fomentar la «secesión cultural». En noviembre de 2006 sus representantes asistieron a la Primera Convención Secesionista de América del Norte de secesionistas de diferentes partes del país. En octubre de 2007 fue coanfitrión de la Segunda Convención Secesionista de América del Norte en Chattanooga, Tennessee.
En 2015, el grupo anunció que llevaría a cabo un evento para celebrar el asesinato de Abraham Lincoln, mientras honraba a John Wilkes Booth como héroe. El 11 de abril de 2015, fue organizado por el vicepresidente del capítulo Maryland-Virginia de la Liga, Shane Long. La página principal de Facebook de la Liga lo expresó sin rodeos: «Únase a nosotros en abril para celebrar el gran logro de John Wilkes Booth. ¡Conoció a un hombre que necesitaba matar cuando lo vio!»
La Liga ha intentado formar grupos paramilitares en más de una ocasión.
La Liga del Sur se opone a la moneda fiduciaria, los impuestos sobre la renta de las personas físicas, la banca central, los impuestos a la propiedad y la mayoría de las regulaciones estatales de los negocios. La Liga admite impuestos sobre las ventas y tarifas de usuario.

## Designación como grupo de odio
En el verano de 2000, el Southern Poverty Law Center (SPLC) designó a la Liga del Sur como un grupo de odio, citando el «barniz académico» de la historia revisionista del grupo y los llamamientos a la secesión. Hill descartó la designación por tener una motivación política.
Según la Liga Antidifamación (ADL), la Liga del Sur es un grupo supremacista blanco que promueve el racismo y el antisemitismo a través de eventos celebrados con otros grupos supremacistas blancos. La Liga del Sur se unió al Frente Nacionalista, una coalición flexible de neonazis y otros supremacistas blancos, en 2017-

## Miembros

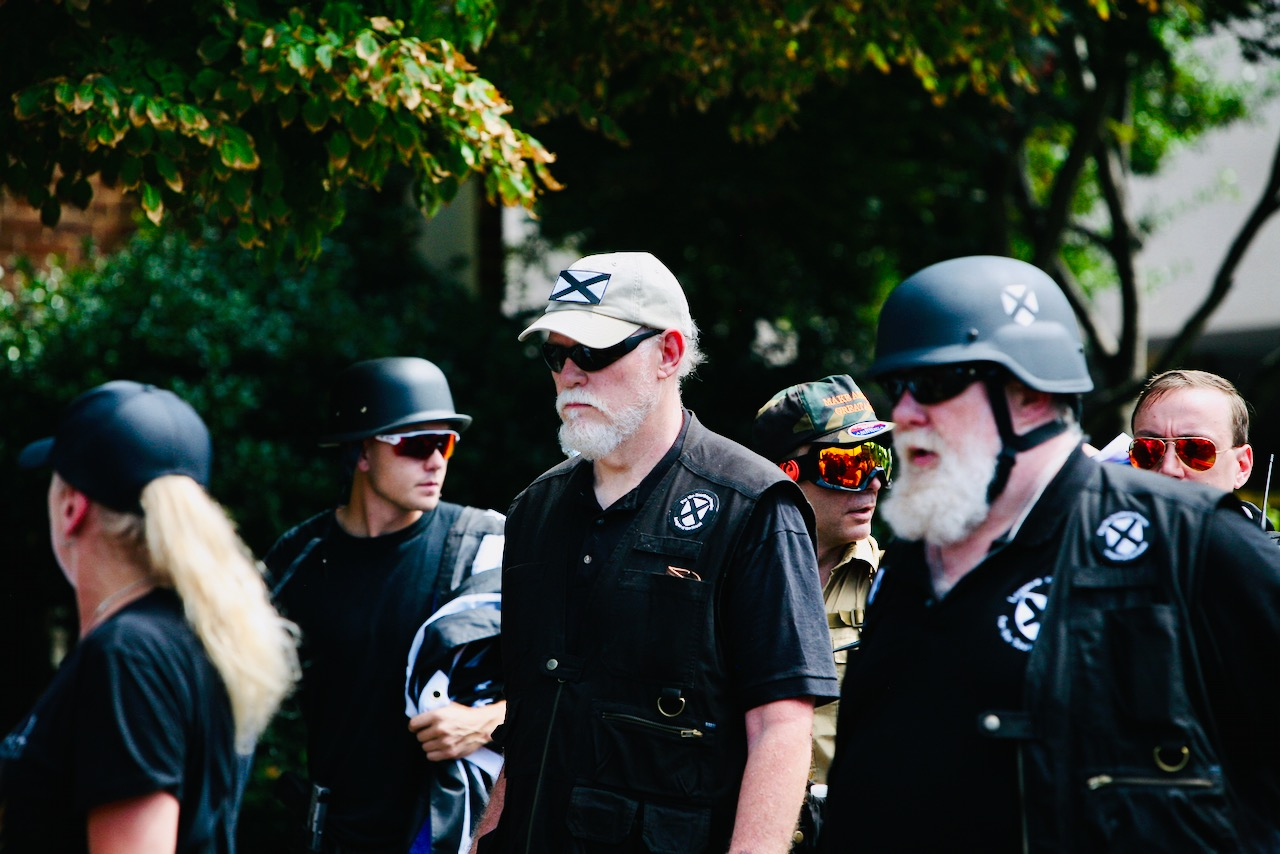
Michael Hill Ike Baker (centro) y Jeffrey Clark (derecha) en el mitin Unite the Right en 2017

La Junta Directiva de la Liga está compuesta por Michael Hill, Mark Thomey, Mike Crane, Sam Nelson y John Cook. Entre los miembros fundadores se encuentran Thomas Fleming, Thomas Woods, Grady McWhiney, Clyde Wilson y Forrest McDonald.